# Fuentelsaz
Fuentelsaz es un municipio y localidad española de la provincia de Guadalajara, en la comunidad autónoma de Castilla-La Mancha. El término municipal tiene una población de 83 habitantes (INE 2024).

## Medio físico

### Ubicación
La localidad está situada a una altitud de 1120 m sobre el nivel del mar.
| Noroeste: Milmarcos | Norte: Campillo de Aragón | Noreste: Cimballa |
| Oeste: Milmarcos    |                           | Este: Cimballa    |
| Suroeste: Tartanedo | Sur: Tartanedo            | Sureste: Tortuera |

### Geología

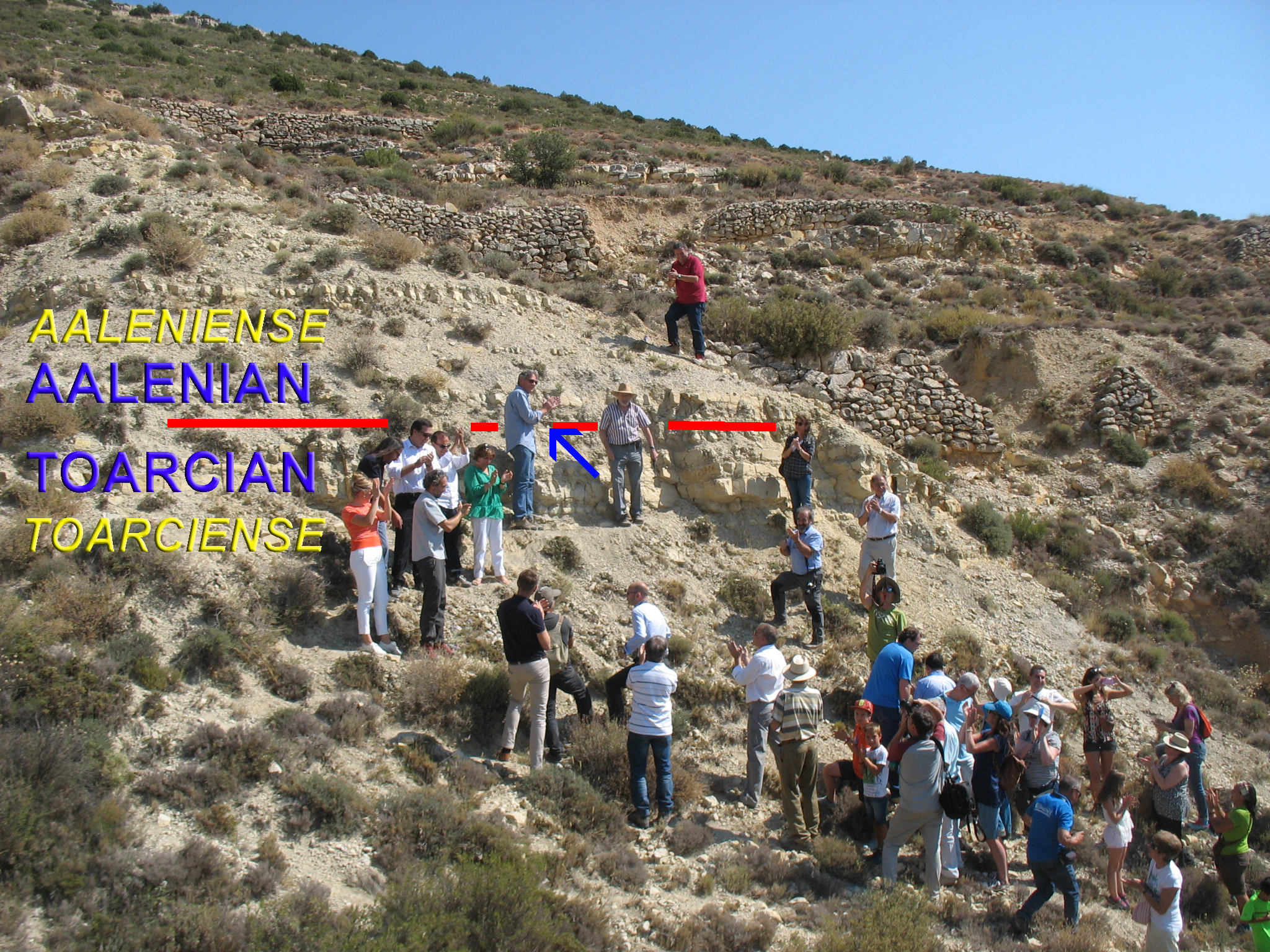
Estratotipo global del Aaleniense (límite entre el Jurásico Inferior y Medio). Imagen tomada durante la ceremonia de colocación del «clavo dorado» (28 de julio de 2016)

Estratotipo de la base del Aaleniense
En el año 2000, la Unión Internacional de Ciencias Geológicas estableció en el término municipal de Fuentelsaz la sección y punto de estratotipo de límite global (GSSP en sus siglas en inglés) del piso Aaleniense (el más antiguo del Jurásico Medio), referente  mundial para esta unidad cronoestratigráfica de la escala temporal geológica. La colocación del «clavo dorado», marca que señala in situ el punto exacto del límite, se realizó el 28 de julio de 2016 por el presidente de la Comisión Internacional de Estratigrafía.
La sucesión estratigráfica del barranco de la ladera sur del Cerro Cabeza Quemada está registrada como «Lugar de interés geológico español de relevancia internacional» (Geosite) por el Instituto Geológico y Minero de España, con la denominación «MZ-001: Sección de Fuentelsaz», dentro de la categoría «Series mesozoicas de las Cordilleras Bética e Ibérica».
Asimismo en 2015 se inició el proceso para la declaración del paraje como monumento natural por la Comunidad Autónoma de Castilla-La Mancha.

## Historia
Hacia mediados del siglo XIX, el lugar tenía contabilizada una población de 238 habitantes. La localidad aparece descrita en el octavo volumen del Diccionario geográfico-estadístico-histórico de España y sus posesiones de Ultramar de Pascual Madoz de la siguiente manera:

FUENTE EL SAZ: v. con ayunt. en la prov. de Guadalajara (22 leg.), part. jud. de Molina (4), aud. terr. de Madrid (32), c g. de Castilla la Nueva, dióc. de Sigüenza (12): á la estremidad de un cerro que la domina por el O., en cuya cúspide hay un cast. derruido, y combatida libremente de los vientos; goza de clima sano, y las enfermedades mas comunes son fiebres catarrales. Tiene 143 casas, la consistorial, cárcel, escuela de instruccion primaria frecuentada por 62 alumnos de ambos sexos, á cargo de un maestro dotado con 55 fan. de trigo comun que se pagan por reparto vecinal; una hermosa y abundante fuente, cuyas buenas aguas vierten á los 4 aires principales, por igual número de caños, en una bonita pila de figura de taza; hay una igl. parr. (San Pedro Apóstol), servida por un cura, cuya plaza es de segundo ascenso y de provision real y ordinaria en concurso; uu cementerio público sit. á la parte del S. contiguo á una ermita (La Soledad), en cuyo camino se ven algunos árboles cerca del pueblo. Confina el térm. N. Cimballa y Campillo (part. jud. de Ateca, prov. de Zaragoza); E. desp. de Guisema; S. Tortuera y desp. de Galdones, y O. Milmarcos: dentro de esta circunferencia se encuentran ademas de la mencionada ermita, las de Sta. Bárbara, San Roque y San Miguel. El terreno es de mediana calidad, todo de secano á escepcion de unos huertccillos como de 2 fanegas de tierra que se riegan con el sobrante de la fuente de que se ha hecho mérito: comprende dos deh. de pasto y varios trozos de monte poblados de encinas, robles, chaparros, sabinas, romeros, aliagas, cambrones, yerbas de pasto y otras aromáticas y medicinales, entre ellas la salvia, espliego y gayuba: caminos: los locales y los que dirigen á Molina, Daroca y Calatayud, todos de herradura y en buen estado. correo: se recibe y despacha en la administracion de Molina por balijero. prod.: trigo comun, centeno, cebada, avena, yeros, guisantes, lentejas, pocas patatas y algo de fruta; se cria ganado lanar, cabrio y las caballerias necesarias para la agricultura. ind.: la agrícola. comercio: esportacion de frutos sobrantes é importacion de los art. de consumo que faltan. pobl.: 90 vec., 238 alm. cap. prod.: 1.297,500 rs. imp.: 103,800. contr.: 5,114. presupuesto municipal: 8,765, se cubre con los fondos de propios y arbitrios, y reparto vecinal.
(Madoz, 1847, pp. 218-219)

## Demografía
Fuentelsaz cuenta con una población de 83 habitantes (INE 2024).
| Gráfica de evolución demográfica de Fuentelsaz entre 1842 y 2021                                                    |
| |
| Población de derecho según los censos de población del INE Población de hecho según los censos de población del INE |

## Patrimonio histórico-artístico
- Castillo de Fuentelsaz
- Ermita de la Virgen
- Ermita de San Roque
- Fuente de la Plaza
- Iglesia parroquial, construida en 1608
- Ayuntamiento
- Casas señoriales